# التنهاگن
التنهاگن (به آلمانی: Altenhagen) یک شهر در آلمان است که در مکلنبورگ-فورپومرن واقع شده‌است.

## خصوصیات
التنهاگن ۱۱٫۰۵ کیلومترمربع مساحت دارد ۹۲ متر بالاتر از سطح دریا واقع شده‌است.